# Jean-Louis Thiébault
Jean-Louis Thiébault, né à Abbeville, est un politologue français, professeur émérite et ancien directeur de l'Institut d'études politiques de Lille.

## Biographie

### Jeunesse et études
Jean-Louis Thiébault est titulaire d'un doctorat en science politique, pour une thèse intitulée Les incertitudes du pouvoir local dans une ville moyenne: l'exemple d'Abbeville et défendue le 30 avril 1976 devant un jury composé de Michel Lesage (président), Pierre Birnbaum, Georges Dupuis, Patrice Gélard et Lucien Sfez.

### Parcours professoral
Professeur des Universités, Jean-Louis Thiébault enseigne à la faculté de droit de l'université de Lille puis à l'université de Picardie, avant d'intégrer Sciences Po Lille. Il y enseigne la science politique, où il se spécialise dans les questions relatives à l'analyse politique comparée et aux relations internationales des pays émergents. 
En 1997, il est élu directeur de l'institut, poste qu'il conserve jusqu'à 2007, où il est remplacé par Pierre Mathiot.
Il fait don d'une partie de sa bibliothèque de science politique et d'économie à la Bibliothèque de Sciences Po Lille.

### Autres fonctions
En tant qu'universitaire, il est un des fondateurs de la Revue internationale de politique comparée et membre de l'International Advisory Board de la revue French Politics. Il a aussi été membre de l'Editorial Board de la revue European Journal of Political Research.
Il a été professeur invité à l'université catholique de Louvain, l'université de Tunis, l'université Laval, l'université de Virginie, l'université de Montréal, l'université Fudan, l'université nationale de Singapour, l'université de Kobe, l'université du Qatar, l'Institut français d'études anatoliennes à Istanbul, l'université de Salamanque, et d'autres.

### Ouvrages
- La coopération contractuelle et le gouvernement des villes, avec Gérard Marcou et Fraonçois Rangeon (1997)
- La décision gouvernementale en Europe : Belgique, Danemark, France, Pays-Bas, Royaume-Uni, avec Gérard Marcou (1996)
- The profession of government minister in Western Europe, avec Jean Blondel (1991)
- Political Leadership, parties and citizens: The personalisation of leadership, avec Jean Blondel (2009).
- Presidents and democracy in Latin America, avec Manuel Alcantara et Jean Blondel (2017)

### Articles
-"France : the impact of electoral system change" in M. Gallagher and H. Marsh (eds) : Candidate Selection in Comparative Perspective. London, Sage Publications, 1987, p. 72-93.
-avec Jean BLONDEL, "The study of Western European Cabinets", European Journal of Political Research, vol. 16, n˚ 2, 1988, p. 115-123.
-"France : Cabinet Decision-Making under the Fifth Republic", in J. Blondel and F. Müller-Rommel (eds) : Cabinets in Western Europe. London, Macmillan, 1988, p. 86-101.
-"The Organisational Structure of Western European Cabinets and its Impact on Decision-Making" in J. Blondel and F. Müller-Rommel (eds) : Governing together. The extent and limits of joint decision-making in Western European cabinets. London, Macmillan, 1993, p. 77-98.
-"Party leadership selection in France. Creating a president's party", European Journal of Political Research, vol. 24, no 3, october 1993, p. 277-293.
-"The political autonomy of cabinet ministers under the Fifth Republic" in Michael Laver and Kenneth A. Shepsle (eds): Cabinet ministers and parliamentary government. Cambridge University Press, 1994 , p. 139-149.
-"La France dans l'œuvre de Stein Rokkan", Revue Internationale de Politique Comparée, vol. 2, no 1, avril 1995, p. 93-110.
-"Comparaison des politiques de modernisation administrative en Europe" in Pier Bouchard (dir.); Crise économique et modernisation de l'Etat. Nouvelles tendances en Europe et en Amérique du Nord. Les Editions d'Acadie et Academia Bruylant, 1997, p.43-64. 
-avec Bernard Dolez: "Parliamentary parties in the French Fifth Republic" in Knut Heidar and Ruud Koole eds): "Parliamentary party groups in European democracies. Political parties behind closed doors. London, Routledge/ ECPR studies in European political science, 2000, p 57-70.
-"France: Forming and maintaining government coalitions in the Fifth Republic" in Wolfgang C. Müller and Kaare Ström: Coalition governments in Western Europe. Oxford, Oxford University Press/ Comparative Politics, 2000, p 498-528.
-« France : Delegation and Accountability in the Fifth Republic » in Kaare Ström, Wolfgang C. Müller and Tjorborn Bergman (eds): Delegation and Accountability in Parliamentary Democracies. Oxford, Oxford University Press, 2003.
-« Les travaux de Robert D. Putnam sur la confiance, le capital social, l’engagement civique et la politique comparée » Revue Internationale de Politique Comparée, vol 10, no 3, 2003, p 341-355.
-« La controverse entre comparatistes et spécialistes des aires culturelles à propos de la transition vers la démocratie dans les pays post-communistes » in L’Etat et le Droit d’Est en Ouest, Mélanges offerts au professeur Michel Lesage, Paris, Société de Législation Comparée, 2006, p 327-343.
-« Les périls du régime présidentiel » Revue Internationale de Politique Comparée, vol 13, no 1, 2006 (numéro spécial sur Juan J. Linz et la politique comparée), p 95-113.
-« Revue des livres: A propos des Etats et du développement: Atul Kohli, State-Directed Development. Political Power and Industrialization in the Global Periphery » Revue Internationale de Politique Comparée, vol 13, no 4, 2006, p 735-741.
-« Lipset et les conditions de la démocratie », Revue Internationale de Politique Comparée, vol 15, no 3, p 389-409 (numéro spécial sur Seymour Martin Lipset) .
-« Revue des livres: Christophe Jaffrelot, dir, L’enjeu mondial. Les pays émergents» Revue Internationale de Politique Comparée, vol 16, no 1, 2009, p 165-167.
-« Revue des livres: Cindy Skach, Borrowing constitutional designs. Constitutional law in Weimar Germany and the French Fifth Republic» Revue Internationale de Politique Comparée, vol 16, no 1, 2009, p 167-170.
-“Lecture critique: Juan J. Linz: sa personnalité, ses analyses historiques et politiques, et l'Espagne”, Revue Française de Science Politique, vol. 59, no 5, octobre 2009, p 1021-1024.
-“Revue des livres: Alain Rouquié, A l'ombre des dictatures. La démocratie en Amérique Latine”, Etudes Internationales, vol XLI, no 3, septembre 2010, 413-415.
-« Recensions. Les nations obscures. Une histoire populaire du tiers-monde, de Vijay Pradash, Montréal, Editions Ecosociété, 2009, 357p », Politique et Sociétés. Société Québécoise de Science Politique, vol 29, no 2, 2010, 188-190.
-“Des économies émergentes ou des marchés émergents: le développement politique avec ou sans la démocratie”, Revue Internationale de Politique Comparée, vol 18, no 1, 2011, 9-52.
-“Comment les pays émergents se sont-ils développés économiquement?”, Revue Internationale de Politique Comparée, vol 18, no 3, 2011, 11-46.
-“Compte rendu: Yves Tiberghien, L’Asie et le futur du monde. Paris: Presses de Sciences Po, 2012”, Revue Française de Science Politique, vol 64, no 2, 2014, 340-341.
-“La politique comparée vue de l’Orient. Comment écrit-on la politique comparée en dehors du monde occidental?”, in Benoît Rihoux, Virginie Van Ingelgom, Samuel Defacqz, dir, La légitimité de la science politique. Construire une discipline, au-delà des clivages. Louvain-la-Neuve: Presses Universitaires de Louvain, 2015, 205-231.
-“French political science: Strengths and weaknesses”, French Politics, vol 13, issue 2, june 2015, 185-220.
-“Une nouvelle élection autoritaire à Singapour”, Telos-eu.com, 8 octobre 2015.
-“Le Partenariat Trans-Pacifique avec les Etats-Unis et sans la Chine”, Telos-eu.com, 26 octobre 2015.
-“Vers un infléchissement de la politique étrangère chinoise en Asie?, Telos-eu.com, 27 novembre 2015.
-“President Hollande’s cabinet reshuffle”, Presidential Power blog, february 29, 2016.
-“Presidents without popularity: the cases of Nicolas Sarkozy and François Hollande”, Presidential Power blog, june 20, 2016.
-“Variations in presidential leadership in France”, French Politics, vol 14, issue 4, december 2016, 505-526.
-“The president and his party: Emmanuel Macron and La République en Marche (LRM)”, Presidential Power blog, july 18, 2017.
« Presidential leadership in Latin America », in Manuel Alcantara, Jean-Blondel and Jean-Louis Thiébault, eds, Presidents and democracy in Latin America. London : Routledge, 2017.
“France: the ‘yellow vests’ and the rise of anti-presidentialism”, Presidential Power, february 25, 2019.
« The centrality of the election of the president by direct universal suffrage in France », Executives, Presidents, Cabinet Politics (PEX), Federal University of Minas Gerais, UFMG, Brazil, september 3, 2021.
« LR et Valérie Pécresse : et si les partis revenaient dans le jeu ? », Telos-eu.com, 12 janvier 2022.
« Jean Blondel and his approach to comparative politics », Executives, Presidents, Cabinet Politics (PEX), Federal University of Minas Gerais, UFMG, Brazil, january 12, 2023.
« Recensions : Sydney Tarrow, Movements and parties. Critical connections in American political development. New York : Cambridge University Press, 2021, 291p. », Revue Internationale de Politique Comparée, vol 30, no 1, 2023, 147-154.

### Working papers
-« Juan Linz et le présidentialisme sud-américain », rapport présenté au colloque international sur « Penser la démocratie. Autour de l’œuvre de Juan Linz », organisé par le Centre d’Etudes Politiques de l’Europe Latine, Montpellier, 7-9 septembre 2006.
-« The influence of personalised party leaders exercised directly on the people or indirectly through the party », Universidad de Salamanca, 26 de septiembre de 2011, 11p.
-« The collapse of presidential leadership in France », Consortium Européen de Recherche Politique, Salamanque, 10-15 avril 2014, workshop on political capital and the dynamics of leadership, 29p.
-« The analysis of presidential leadership in Latin America », Seminario El estudio de las elites politicas. Universidad de Salamanca, 8 de junio de 2015.
-« The presidential party in Latin America », Papier préparé pour le 8e European Council for Social Research on Latin America, Salamanque, 28 juin-1er juillet 2016.
-« The presidential party. Does presidential party matter for presidential candidate selection and presidential power ?, Papier préparé pour présentation à la Conférence générale de l’ECPR (European Consortium for Political Research, Prague, 7-10 septembre 2016.